# Michel et la Voiture fantôme
Michel et la Voiture fantôme est le vingtième roman de la série Michel écrite par Georges Bayard. Il est paru pour la première fois dans la collection Bibliothèque verte en 1971. 

## Résumé
Une camionnette 2 CV a renversé un cycliste. Après avoir cherché en vain cette « voiture fantôme », Michel revient au café où le cycliste se fait soigner.
Deux clients : Scaffert et M. Ramadon arrivent, intrigués par cet accident. La police ouvre une enquête. Quelques jours après, on apprend que le chauffeur de la « voiture fantôme » a commis un cambriolage peu ordinaire. Il a laissé sur place or et bijoux et n’a emporté qu’un vieil album de cartes postales. Après une longue enquête contre un adversaire insaisissable, Michel trouve le coupable : c’est Scaffert. Il découvre également le secret de l’album qui contenait une carte permettant d’accéder à deux lingots d'or.

## Les personnages
- Michel Thérais, grand, brun (cheveux ondulés), front haut, visage intelligent et souriant, menton un peu carré volontaire, portrait de son père Lucien.
- Marie-France Thérais, la petite sœur de Michel, sœur jumelle de Yves.
- Yves Thérais, le petit frère de Michel, frère jumeau de Marie-France.
- Catherine Thérais, petite sœur cadette de Michel.
- Claire Thérais, mère de Michel, blonde aux yeux bleus.
- Lucien Thérais, père de Michel.
- Daniel Derieux, le cousin de Michel, habite chez les Thérais car sa famille est en Afrique Équatoriale et que le climat est malsain.

## Les différentes éditions
- 1971 : Bibliothèque verte, cartonné, texte original. Illustré par Philippe Daure.
- 1985 : Bibliothèque verte, cartonné (série au dos hachuré), texte original. Illustré par Philippe Daure.
- 1989 : Bibliothèque verte, format de poche souple, texte original. Illustré par Philippe Daure.